# Upadek Niniwy (epos)

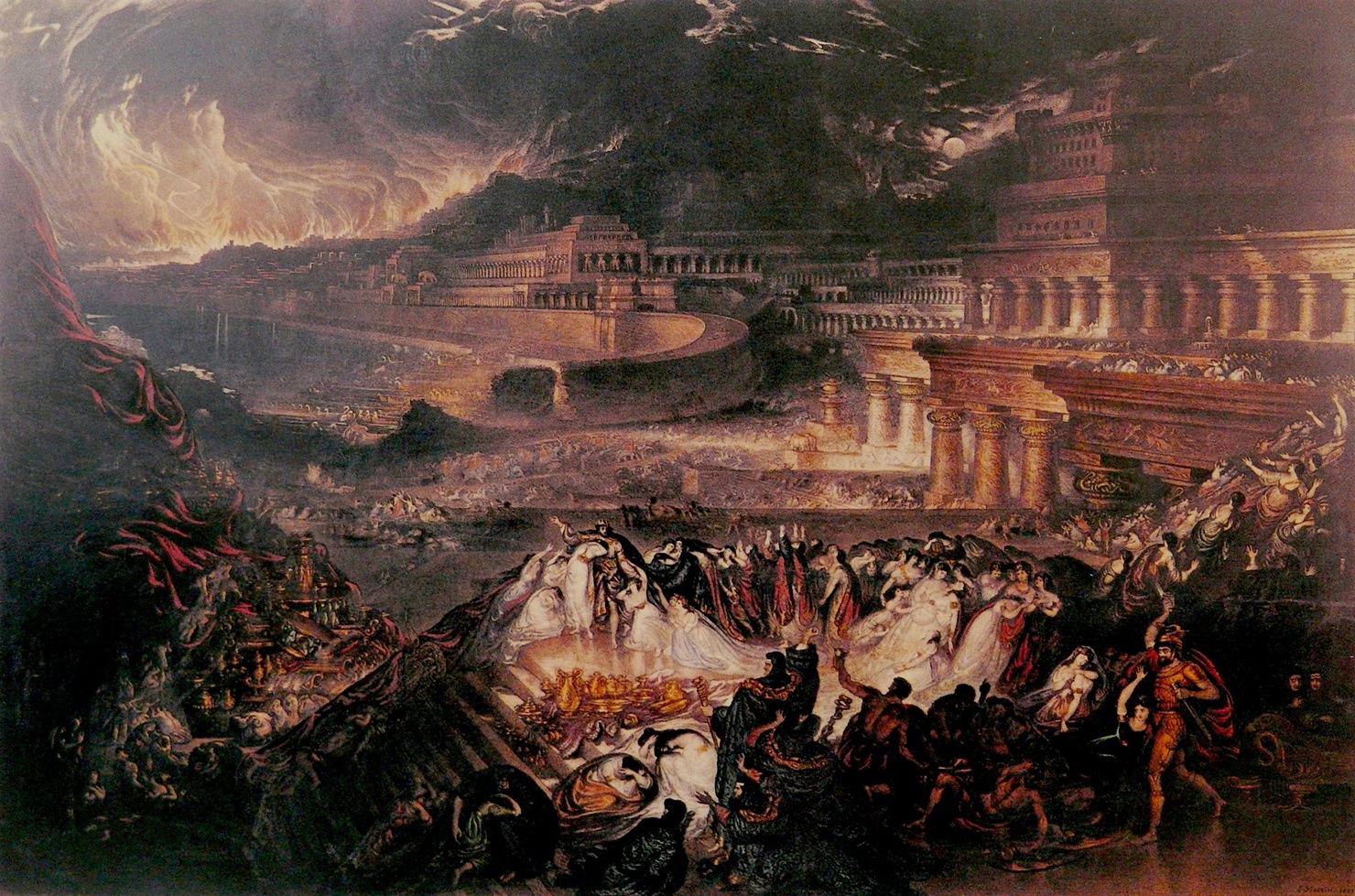
Upadek Niniwy – obraz Johna Martina z 1829 roku

Upadek Niniwy (ang. The Fall of Nineveh) – epos Edwina Atherstone’a, wydawany w latach 1828–1868. Jest to najważniejsze dzieło tego autora, jeden z najdłuższych poematów napisanych w języku angielskim i najobszerniejszych dzieł wierszowanych stworzonych przez jednego człowieka. Opowiada o powstaniu podbitych przez Asyrię narodów, wznieconym przez Arbacesa i Belezisa, przeciwko jej królowi, Sardanapalowi.

## Charakterystyka ogólna
Epos Atherstone’a jest dziełem bardzo obszernym, podzielonym na trzydzieści ksiąg i preludium, liczącym około 640 stron druku. Poemat powstawał przez wiele lat. Wydanie pierwsze obejmowało tylko sześć ksiąg. Kolejne, z 1830 roku, składało się już z trzynastu ksiąg. Dzieło ewoluowało i zostało przerobione przed ostateczną edycją z 1868 roku. Pod względem gatunkowym Upadek Niniwy jest klasycznym eposem o tematyce wojennej i z tego powodu był porównywany do Iliady Homera.

## Treść

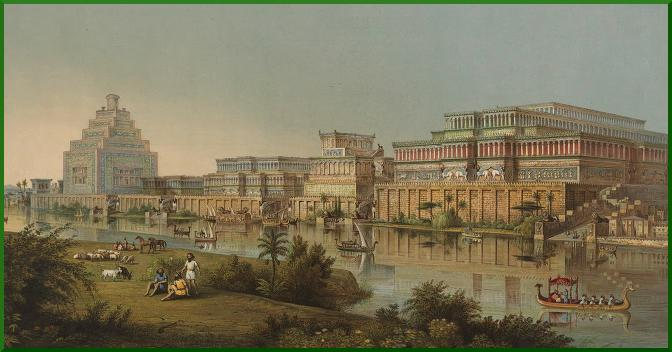
Rekonstrukcja Niniwy autorstwa archeologa Henry’ego Layarda

Poemat Atherstone’a opowiada o powstaniu, wznieconym przeciwko tyranicznym rządom asyryjskiego króla Sardanapala, rezydującego w stolicy imperium, Niniwie, przez podbite przez Asyrię ludy, w tym Medów i Babilończyków. Po długotrwałej i krwawej wojnie powstańcy zdobywają miasto, wykorzystując klęski żywiołowe, które na nie spadają. Ponoszą przy tym znaczne ofiary: Of the Assyrians, had there fallen/Full five score thousand men; and, of the Medes,/Had one score thousand fallen (Księga osiemnasta). Sardanapal, zdeterminowany, by nie wpaść żywcem w ręce wroga, podpala swój własny pałac i ginie pod jego gruzami. Razem z nim giną nałożnice i dworzanie. Informację o śmierci władcy przekazuje zwycięskiemu Arbacesowi asyryjski dowódca Nebajot:
Dropping his spear and shield upon the ground,
Nebaioth covered with both hands his face,
Bowed down his head, and wept. „Alas! alas!”
Burst forth at length; „the king indeed hath fallen!
Yet not in battle: fearfully hath fallen!
Boldly, but madly fallen! With him, too, –
Horror on horror! – have his beauteous dames,
His harmless minstrels, perished! His own hand
The palace fired!

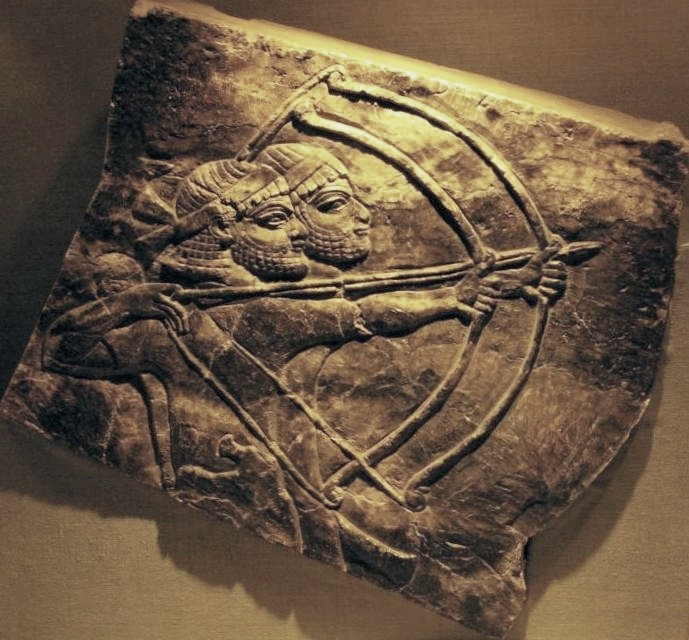
Łucznicy, płaskorzeźba z Niniwy

Miasto ulega całkowitemu zniszczeniu. Medom i Asyryjczykom, połączonym teraz w walce z żywiołem, nie udaje się ugasić szalejącego pożaru. Pozostają po nim tylko gruzy i popioły.
The spacious plain seemed now an inland sea:
In midst thereof, – with one high mound alone
Upstanding yet, – an island, low and dark.
And like a cauldron steaming. Where, so late.
The dwellings of the millions, pleasure-steeped;
Palace, and tower, and temple, battlement.
And rock-like wall, eternal deemed, had stood, –
One huge black waste of smouldering ashes lay!
So sank, to endless night, that glorious Nineveh!

## Bohaterowie

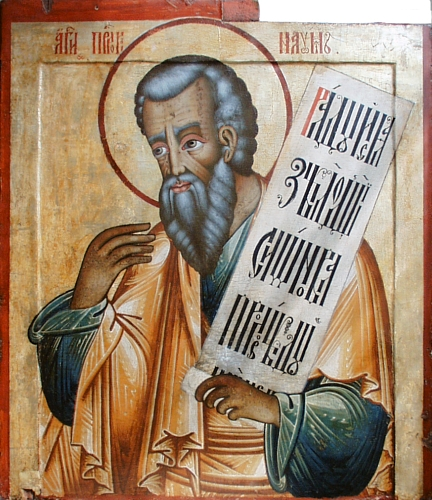
Nahum, prorok izraelski, który przepowiedział zagładę Niniwy

Negatywnym bohaterem jest Sardanapal, władca Niniwy, całej Asyrii i wszystkich podbitych krain, natomiast bohaterami pozytywnymi są szlachetny książę Medów Arbaces i babiloński kapłan Belezis, który jako pierwszy nakłonił medyjskiego dowódcę do podjęcia się roli naczelnego wodza buntu przeciwko niniwskiemu despocie. W eposie występuje też wiele innych postaci, między innymi:
- Atossa, żona Sardanapala
- Salamenes, brat Atossy, wybitny strateg i głównodowodzący wojsk asyryjskich
- Rabsaris, człowiek szukający zemsty na królu
- Jerymot, wyższy dowódca asyryjski
- Nebajot, dowódca asyryjski
- Nehuszta, córka Sardanapala
- Azuba, córka Rabsarisa, zakochana w Sardanapalu
- Barak, kapłan, który zażądał od króla złożenia w ofierze własnej córki
- izraelski prorok, który zginął z ręki króla
- królewskie nałożnice
- żołnierze

### Arbaces
Arbaces jest człowiekiem rozsądnym i zrównoważonym, a do tego wysokim, rosłym, bardzo silnym fizycznie i sprawnym w walce. Jest autentycznym przywódcą wszystkich powstańców, który jednak nie aspiruje do absolutnej władzy jak Sardanapal. Nawet w momencie, kiedy zostaje przez żołnierzy obwołany królem, wódz nie myśli o zaszczytach, ale o dalszej walce z ciągle silnym przeciwnikiem:
But, from his head Arbaces took the crown;
The helm replaced; and, reverently, thus;
Let us not boast before the time be come:
The race not always to the swift is given,
Nor battle to the strong.
(Księga dziewiętnasta)
Kreując postać medyjskiego księcia, Atherstone oparł się na relacjach antycznych autorów. Informacje na temat Arbacesa przekazał grecki historyk Ktezjasz, autor dzieła Persika, czyli Dzieje Persji. Współcześni uczeni wątpią jednak w prawdziwość relacji greckiego dziejopisa. Imię wodza w języku staroirańskim brzmiało Ar-ba-ku.

### Belezis
Belezis jest kapłanem, mędrcem i dowódcą, człowiekiem głęboko religijnym, święcie wierzącym w słuszność powstania przeciwko asyryjskiemu despocie. W najtrudniejszych chwilach to on dodaje otuchy powstańcom. Belezis jest uzdolnionym mówcą, podobnie jak w tradycji biblijnej Aaron albo w historii greckiej Perykles. Jako duchowny, odwołuje się często do Bożej opatrzności: To him Belesis, standing forth, replied;/„What hope, sayst thou? the best; the hope in Heaven!/For armies, in God’s sight, are as the dust/Which a breath scattereth.[...] (Księga trzynasta).

### Sardanapal

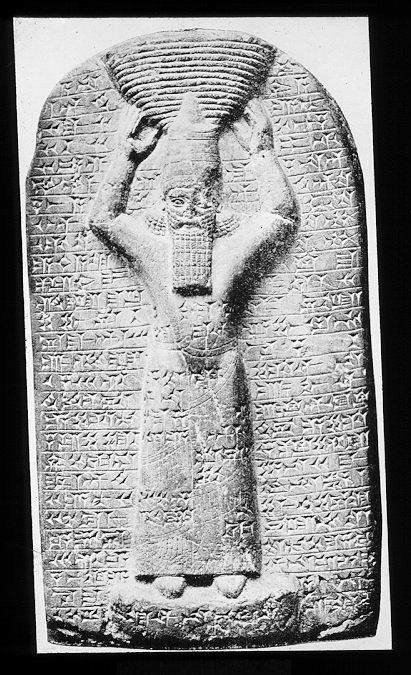
Sardanapal jako arcykapłan

Sardanapal zostaje przedstawiony jako wielki kobieciarz, tyran i zbrodniarz, który z biegiem czasu coraz bardziej pogrąża się w szaleństwie. Jednocześnie to człowiek przesądny i słaby, mimo potężnej postury, nie sprawdza się jako wojownik i wódz. Główną zbrodnią króla jest rzeź jeńców, złożonych w ofierze, mającej zapewnić Asyryjczykom powodzenie w boju. Atherstone podkreśla rozwiązłość króla. W Księdze drugiej królowa wytyka mężowi jego skłonność do rozpusty:
thy unbridled lusts,
The hearts of men with hatred and revenge
Have filled against thee: maid, nor matron, now;
Loved wife, nor widow, even in her grief,
So that the fatal gift of beauty tempt,
Is from thy spoilers free. The maid betrothed,
Even from the altar thou hast snatched away;
The blushing bride before her marriage night:
Nay, even the virgin sister of thy queen,
Hath not thine eye incestuous dared to woo?
W miarę upływu czasu i doznawanych klęsk król coraz bardziej izoluje się od świata, pozostawiając dowodzenie Salamenesowi.
On the King’s soul, meantime, thick darkness hung
Alone he kept, and unto none would speak:
Neither unto his children, nor his queen,
Nor to his captains, nor his concubines.
(Księga osiemnasta)
W sytuacji, kiedy toczy się decydująca bitwa o miasto, a tysiące asyryjskich żołnierzy giną w jego obronie, król wyprawia wielką ucztę, całkowicie tracąc kontakt z rzeczywistością.

### Salamenes
Salamenes jest wodzem naczelnym armii asyryjskiej, który zastępuje króla w dowodzeniu, gdy ten zamyka się samotnie w swojej sypialni, odmawiając udziału w walce. To on kieruje obroną miasta, stosując wszelkie możliwe sposoby dla powstrzymania nacierających Medów. Na podstęp powstańców odpowiada zasadzką:
Above the gate,--
Like one who watchful waits the destined time
A mine to fire that, as with earthquake--shock,
Shall whelm a city,--Salamenes stood;
The moment seized, and spake. The startling blast
Of a trumpet followed: in a moment more,
The air was shivered by ten thousand tubes,
Loud blaring, and the clamors of the host,
Upstarting from their ambush.
(Księga dwudziesta)
Śmierć Salamenesa, który jako jedyny, będąc szwagrem władcy, nie obawiał się mówić mu prawdy prosto w twarz, jakkolwiek delikatnie, jest początkiem końca Niniwy.

### Królowa Atossa
Królowa jest kobietą cnotliwą i cieszącą się ogólnym szacunkiem, a do tego odważną i pełną poświęcenia dla swojego kraju. Gdy król unika udziału w bitwie, królowa wkłada zbroję i rusza na rydwanie do boju, trochę jak bohaterka powieści poetyckiej Adama Mickiewicza – Grażyna. Zostaje nawet ranna:
the queen
Staggered, and backward sank: in her fair neck,
A shaft had glanced; and the bright crimson stream
Stained her pure ivory skin. No word she spake;
No cry sent forth: her eye a moment gleamed;
Her countenance paled; a faintness loosed her joints;
But, ere Nebaioth to the chariot sprang,
Her garment she had torn, and, with firm hand,
Pressed to the wound.
(Księga dwudziesta)

## Świat nadprzyrodzony
Światem przedstawionym eposu, przynajmniej w opinii jego bohaterów, rządzi Przeznaczenie. W Księdze drugiej królowa mówi wprost do Sardanapala:
Like a God art thou
In glory above all; but not thine own
The strength that makes thee glorious. What uplifts,
Can also overthrow thee.
Herbert F. Tucker łączy przekonanie o predestynacji, podkreślane w toku utworu, z tradycją purytańską, kalwińską, bardzo silną w Wielkiej Brytanii. Według niego sylwetka kapłana Baraka została ukształtowana na wzór duchownego kalwińskiego. Zniszczenie Niniwy ukazane zostało jako kara zesłana przez Boga za grzechy Sardanapala. W toku akcji zostają wypowiedziane liczne przepowiednie, w tym najważniejsza, głosząca, że miasto nie zostanie zdobyte, dopóki wody rzeki Tygrys nie przeleją się przez jej niebotyczne mury.
Fear not, fear not;
But laugh thy foes to scorn. Great Nineveh,
To mortal might will never bow the knee,
Till Tigris from his bed shall 'gainst her rise;
O’etrop her batllement, and lofty towers,
And riot in her streets.
(Księga dwudziesta czwarta)
Fale podmywają jednak umocnienia, które zawalają się, otwierając dostęp do centrum. Gdy woda opada, Medowie formują kolumny i wkraczają do asyryjskiej stolicy. Zastosowany przez Atherstone’a chwyt przypomina szekspirowski motyw lasu Birnam.

## Obrazowanie

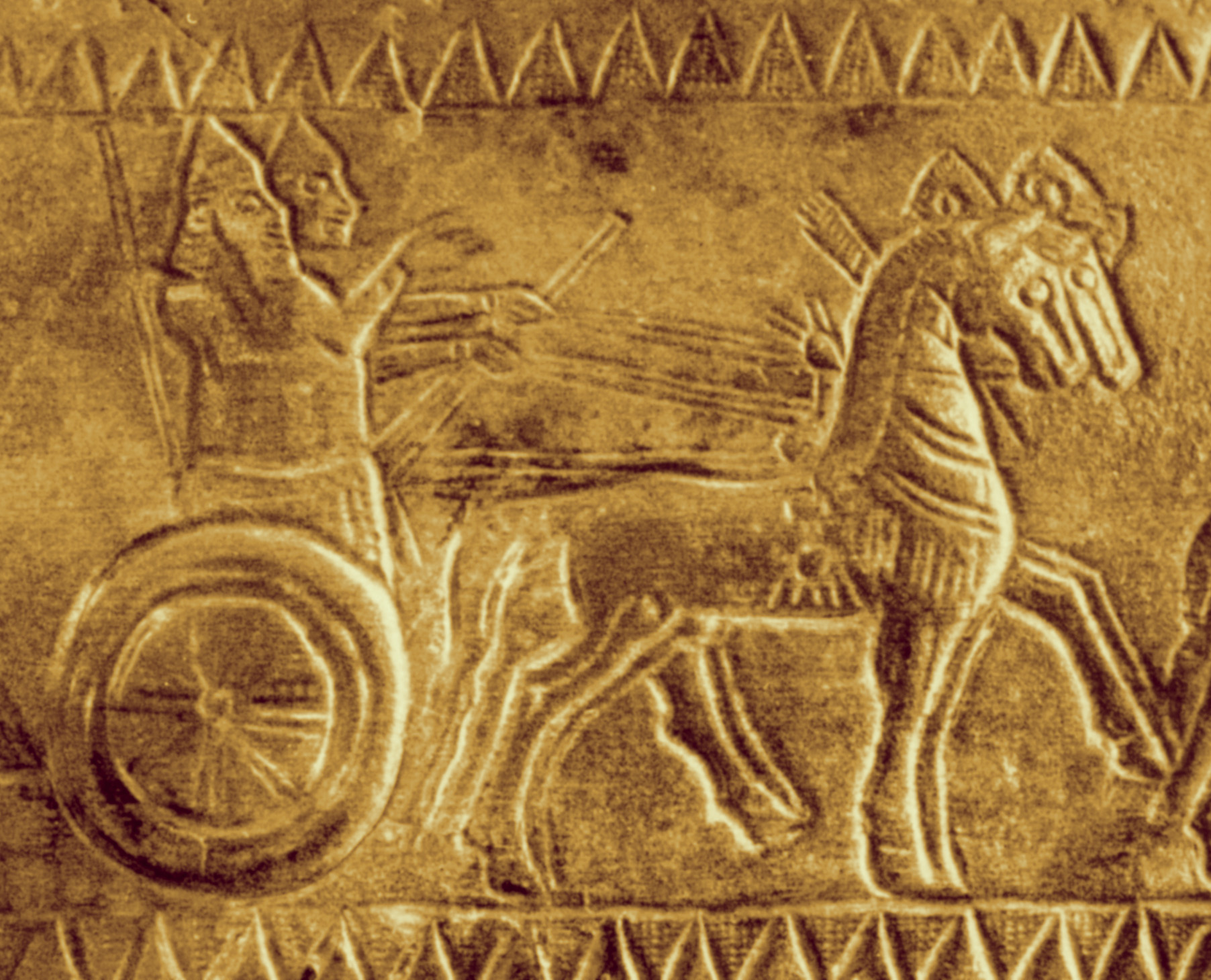
Rydwan z Bliskiego Wschodu

Epos Atherstone’a, wzorowany na klasycznych epopejach, pełen jest opisów batalistycznych. Oczom czytelnika zostają ukazane starcia z udziałem piechoty, kawalerii i wozów bojowych: All night they slept. But, when the sun arose,/Horse, chariots, infantry, in dense array,/Within the entrance of the pass took place,/And stood in silence (Księga czternasta). Kiedy działania wojenne przenoszą się w góry, Medowie stosują oryginalną taktykę, wywołując lawinę wielkich głazów:
Rang then the iron bars,--the loosened rocks
Were lifted, and cast down. As by some force
Volcanic stricken, all the mountain shook.
A roll like thunder followed: sank the shouts;
Sank down the shield, the flashing sword and spear;
Battle was hushed! Aghast the Assyrians looked;
And saw the rocks descending.
(Księga dwunasta)

## Forma
Epos został napisany wierszem białym (blank verse), czyli nierymowanym pentametrem jambicznym, typowym dla największej epiki angielskiej od czasów Raju utraconego Johna Miltona. Atherstone inkrustuje bezrymowy tok wiersza aliteracją: Thus in her pride of power I see her now;/Her swarming streets; her splendid festivals;/Her sprightly damsels (Preludium). Środek ten, odziedziczony po epoce anglosaksońskiej, był od wieków stosowany przez poetów angielskich. O aliteracji w poezji anglosaskiej, a konkretnie w liryce Edgara Allana Poego pisał Sławomir Studniarz. Urozmaica go również przerzutniami. Poeta stosuje też długie wyliczenia:
With noise, and havoc, and confusion such,
The raging myriads in the conflict strove.
Shouts, cries, groans, yells, and execrations, rose:
Shields, helmets, mail, swords, spears, and axes rang:
Steeds snorted; trampled; chariots clashed, and broke:
Air quivered; and earth trembled underneath.
Na tle wielu tysięcy wersów jambicznych pięciostopowych wyróżnia się pieśń żydowskiego poety z Księgi trzynastej, napisana wierszem nieregularnym, przeważnie jambicznym trójstopowym i czterostopowym. Pieśń opowiada o wyjściu Izraelitów z Egiptu pod wodzą Mojżesza i zagładzie wojsk faraona.
Then Israel saw, and feared,
And trembled, and cried out,
Were there no graves in Egypt left,
That we come to perish here?
But Moses said, 'fear not;
Fear not; for this great host,
That now ye see
In the pride of their strength,
Ye never shall see more.
To God this fight belongs;

## Inspiracja
Źródłem inspiracji dla Atherstone’a był zapewne dramat George Gordona Byrona Sardanapal, znany również w Polsce z przekładu Fryderyka Krauze. Recenzent z Belle Assemblée pisze wprost: Mr. Atherstone has founded his leading characters upon those of Lord Byron. Dodaje też jednak: The main difference is, that while, with the exception of Sardanapalus, Salamenes and Myrrha, Lord Byron’s characters are only sketches, Mr. Atherstone’s are finished portraits. Atherstone czerpał też ewidentnie z Homera, Miltona i Starego Testamentu, w którym Niniwa ukazana jest jako siedlisko wszelkiego zepsucia (historia Jonasza i proroctwa Nahuma). Niektóre motywy są ewidentnie przejęte z Biblii. Na przykład olbrzym Gilgath to biblijny Goliat.
On the next morning also, and each morn,
Gilgath his boastful challenge sent again;
And still with words more arrogant: for now,
When he beheld that no man answered him,
So swelled his pride that, singly, for them all,
He deemed himself sufficient.
(Księga dziewiętnasta)

## Obraz
Przyjacielem Edwina Atherstone’a był malarz katastrofista John Martin. Najpierw zilustrował on poemat Atherstone’a Ostatnie dni Herkulanum (1822), a potem pierwszą wersję Upadku Niniwy (1829). Ilustracja do Upadku Niniwy została wykonana w technice mezzotinty

## Polska recepcja
Epos Atherstone’a nie wzbudził w Polsce większego zainteresowania. Przemysław Mroczkowski, autor najbardziej popularnego zarysu historii literatury angielskiej, w ogóle nie uwzględnia dorobku poety . Biogramu Edwina Atherstone’a nie zawiera trzydziestotomowa Encyklopedia powszechna PWN.